# Нойбау
Нойбау (нем. Neubau) — седьмой район Вены.
Площадь района составляет 1,6 км², население — 31 683 человека (1 января 2021), плотность населения — 19 873 чел./км².
На севере граничит, по улице Лерхенфельдерштрассе (Lerchenfelderstraße), с районом Йозефштадт; на западе, по Музеумштрассе (Museumstraße) и Музеумсплац (Museumsplatz) — с Внутренним Городом; на юге, по Мариахильферштрассе, — с районом Мариахильф. Западная граница района, с Пенцингом и Оттакрингом, проходит по отрезку Гюртеля.
С 1211 года на западе от Вены вокруг церкви Св. Ульриха возникло поселение (деревня) с таким же названием (некоторое время называлось Zeismannsbrunn), которое постепенно расширялось. Район к западу от деревни получил в конце XVII века название «новостройки» (Neubau), которое затем распространилось на близлежащие окрестности. В XVIII веке, в Нойбау располагались городские шёлковые фабрики. В это время район стал густонаселённым. В 1850 году вошёл в городскую черту Вены. Теперь Нойбау превратился в важный торговый центр, со множеством магазинов на Мариахильферштрассе (Mariahilfer Straße) — крупнейшей торговой улицей в городе, — ограничивающей район на юге, и Нойбаугассе (Neubaugasse), проходящей через район с юга на север. В районе также расположены Фолькстеатр, здание Австрийского министерства юстиции и Музейный квартал, крупный музейный комплекс на границе с Внутренним городом.

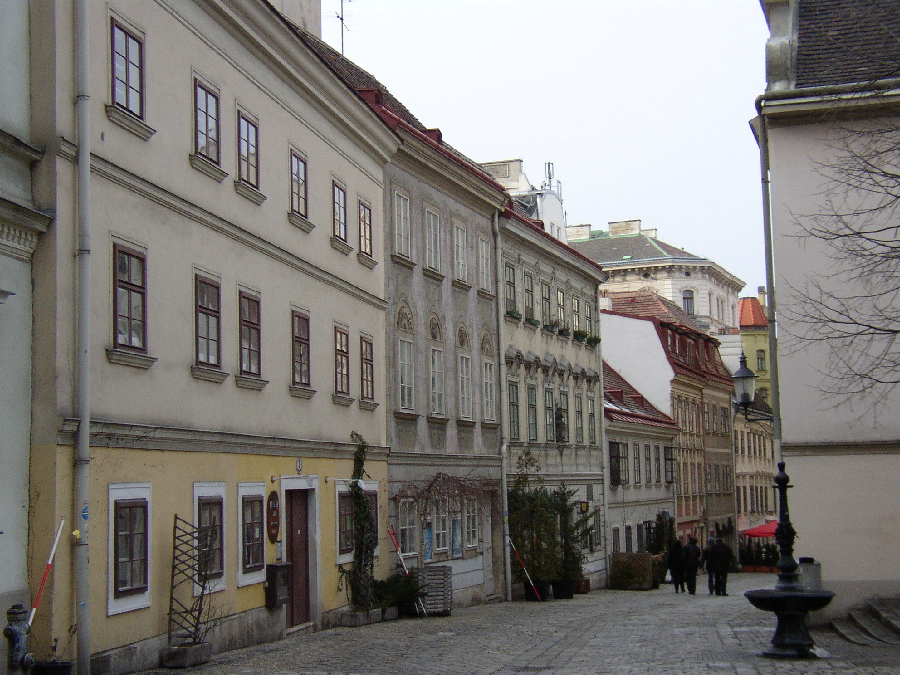
Нойбау, Шпиттельберг

В восточной части Нойбау находится Шпиттельберг (Spittelberg) — район, состоящий из нескольких кварталов, застроенных в начале XIX века домами в стиле Бидермайер. Несколько улиц этого района (Gutenberggasse, Spittelberggasse, Schrankgasse) превращены в пешеходную зону и традиционно являются одним из мест проведения рождественских ярмарок в Вене.
Церковь Св. Ульриха (St Ulrich) находится недалеко от Шпиттельберга, на Бурггассе (Burggasse). Нынешний храм построен в 1721 году на месте многократно разрушавшихся и восстанавливавшихся зданий церкви, существующей на этом месте с 1211 года. В 1801 году в церкви был крещён композитор Йозеф Ланнер.
На северо-востоке района расположен армянский Монастырь мхитаристов.
В 2001 году Нойбау стал первым районом в Австрии, где на выборах большинство (32,6 %) получила партия зелёных. С того же года главой района является представитель этой партии. В целом, как и Мариахильф, Нойбау известен как один из районов Вены с самым молодым, либеральным и урбанистическим населением.

## Население
| Год  | Численность |
| ---- | ----------- |
| 2005 | 29161       |
| 2006 | 30416       |
| 2007 | 29955       |
| 2008 | 30054       |

| Год  | Численность |
| ---- | ----------- |
| 2009 | 29878       |
| 2010 | 30069       |
| 2011 | 30062       |
| 2012 | 30101       |

| Год  | Численность |
| ---- | ----------- |
| 2013 | 30309       |
| 2014 | 30792       |
| 2015 | 31291       |
| 2016 | 32020       |

| Год  | Численность |
| ---- | ----------- |
| 2017 | 32197       |
| 2018 | 32467       |
| 2019 | 32288       |
| 2020 | 31961       |